# Agnicourt-et-Séchelles
Agnicourt-et-Séchelles ist eine französische Gemeinde mit 188 (Stand 1. Januar 2022) im Département Aisne in der Region Hauts-de-France. Sie gehört zum Arrondissement Laon und zum Kanton Marle.

## Lage
Die Gemeinde Agnicourt-et-Séchelles liegt an der Serre im Süden der Landschaft Thiérache, 33 Kilometer nordöstlich von Laon. Nachbargemeinden von Agnicourt-et-Séchelles sind Braye-en-Thiérache im Norden, Vigneux-Hocquet im Nordosten, Chaourse im Osten, Montcornet im Südosten, Boncourt im Süden, Ébouleau im Südwesten, Tavaux-et-Pontséricourt im Westen sowie Burelles im Nordwesten. Im Süden hat die Gemeinde Agnicourt-et-Séchelles mit zwei Windkraftanlagen einen Anteil an einem interkommunalen Windpark.

## Bevölkerungsentwicklung
| Jahr                       | 1962 | 1968 | 1975 | 1982 | 1990 | 1999 | 2006 | 2014 | 2021 |
| Einwohner                  | 294  | 248  | 238  | 224  | 209  | 211  | 189  | 189  | 186  |
| Quellen: Cassini und INSEE |      |      |      |      |      |      |      |      |      |

## Sehenswürdigkeiten
- Wehrkirche Saint-Médard im Ortsteil Agnicourt, Monument historique
- Wehrkapelle Saint-Agapit im Ortsteil Séchelles
- Wassermühle

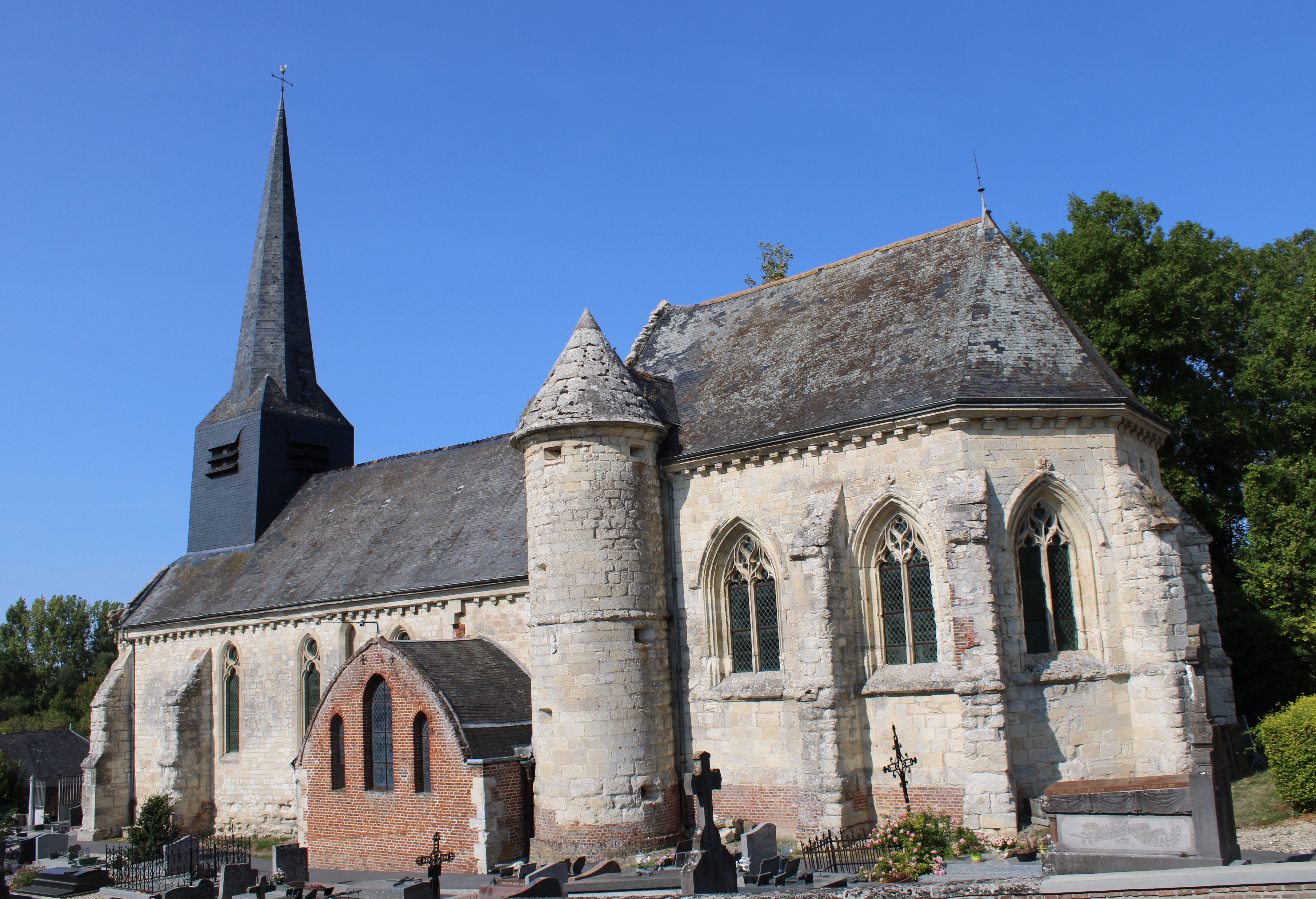
Kirche Saint-Médard
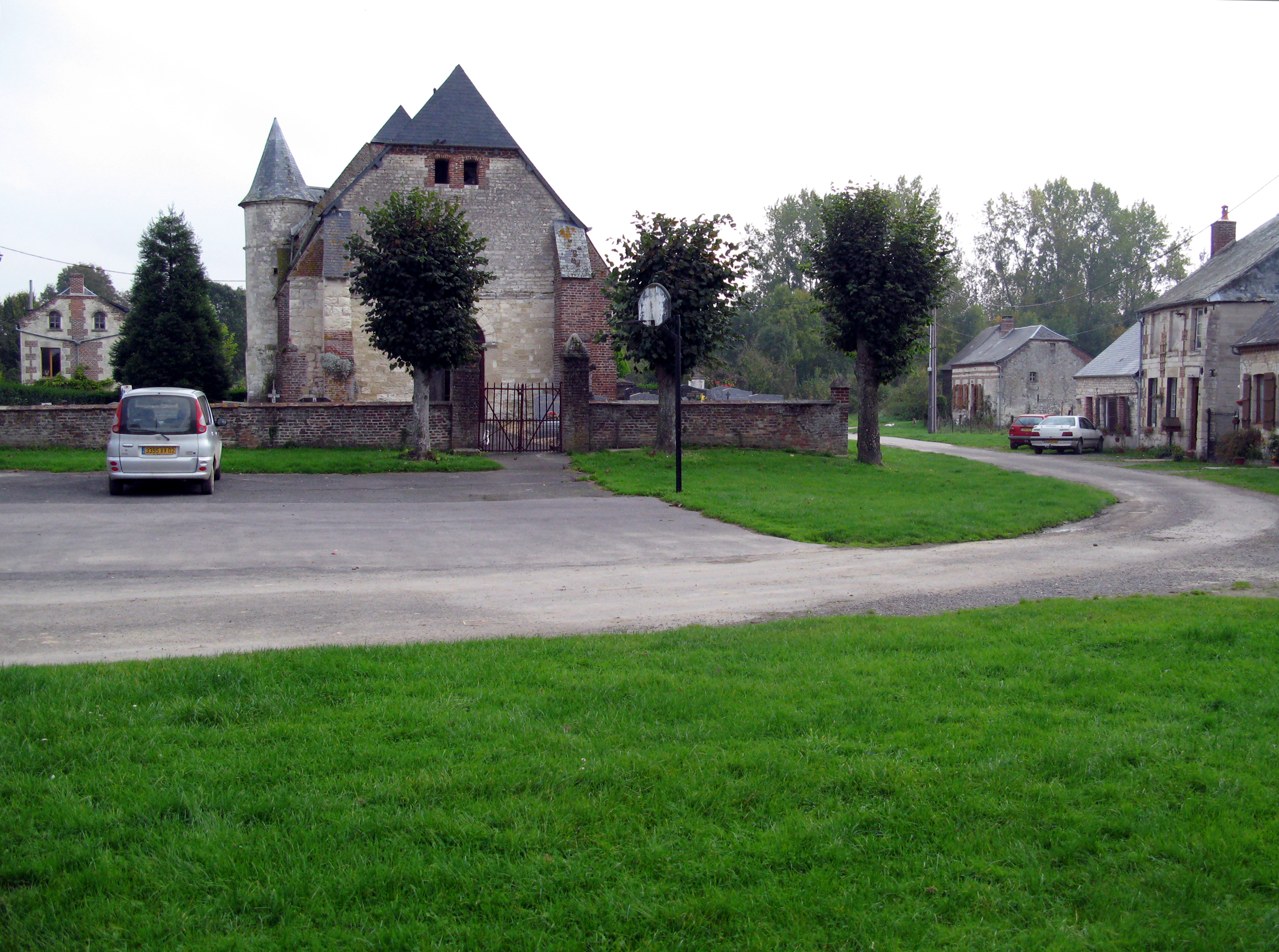
Wehrkapelle Saint-Agapit
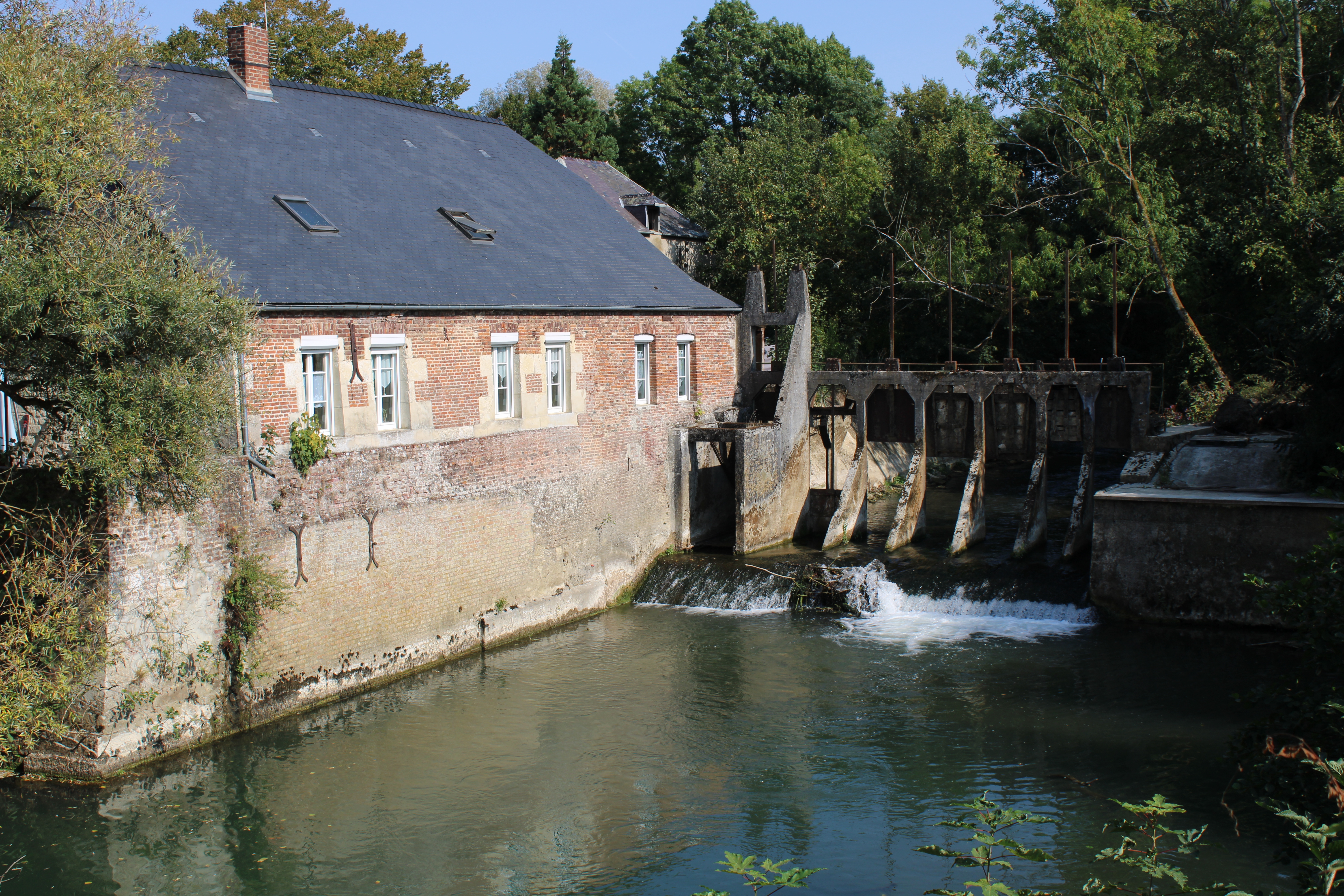
Wassermühle
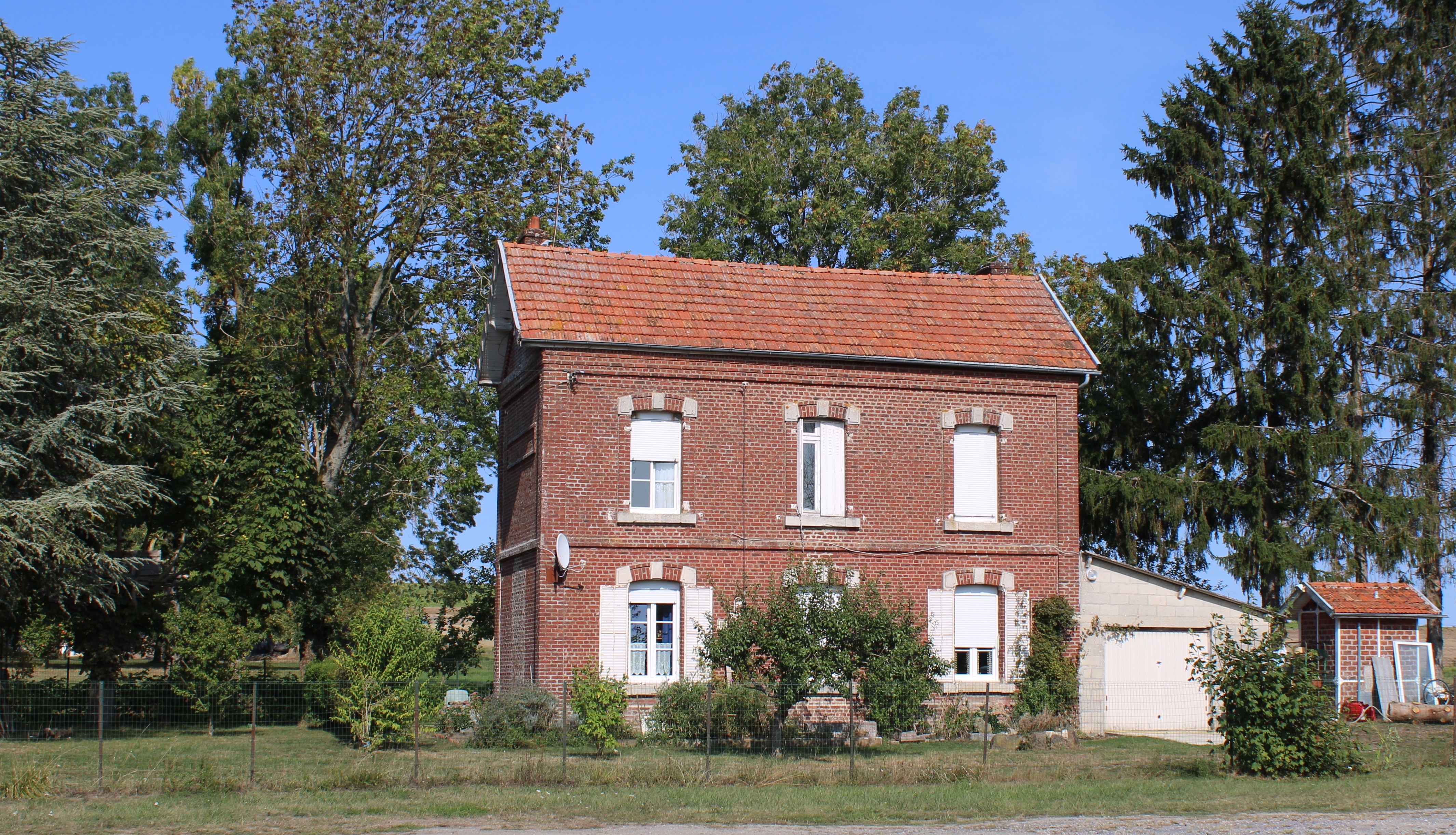
Ehemaliger Bahnhof
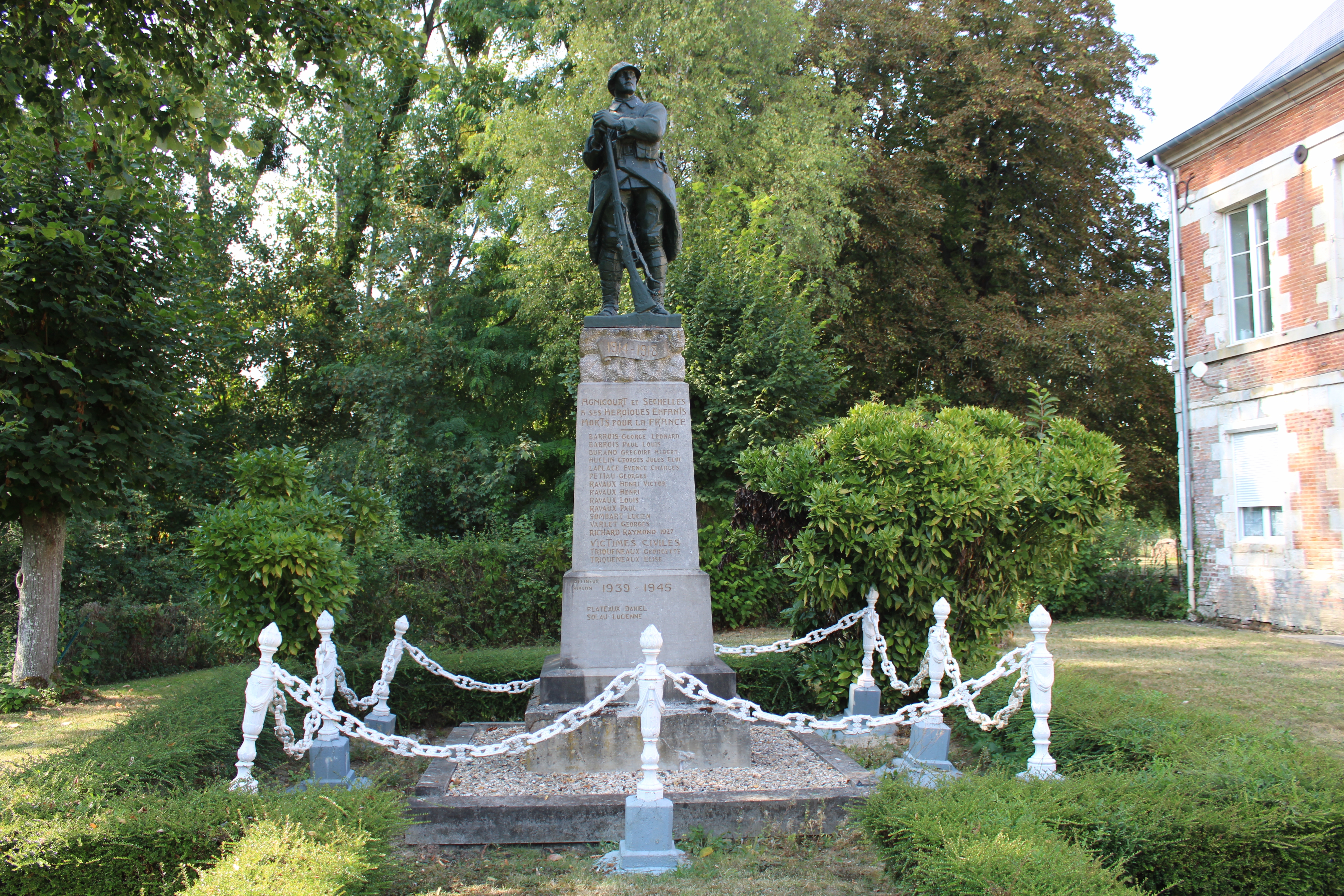
Gefallenendenkmal